# Селище Арчединського лісгоспу
селище Арчединського лісгоспу (рос. Арчединского лесхоза) — селище у Фроловському районі Волгоградської області Російської Федерації.
Населення становить 479  осіб. Входить до складу муніципального утворення Ветютневське сільське поселення.

## Історія
Селище розташоване у межах українського історичного та культурного регіону Жовтий Клин.
Згідно із законом від 14 лютого 2005 року № 1002-ОД органом місцевого самоврядування є Ветютневське сільське поселення.

## Населення
| 2002 | 2010 |
| ---- | ---- |
| 554  | ↘479 |